# Rathaus Witten

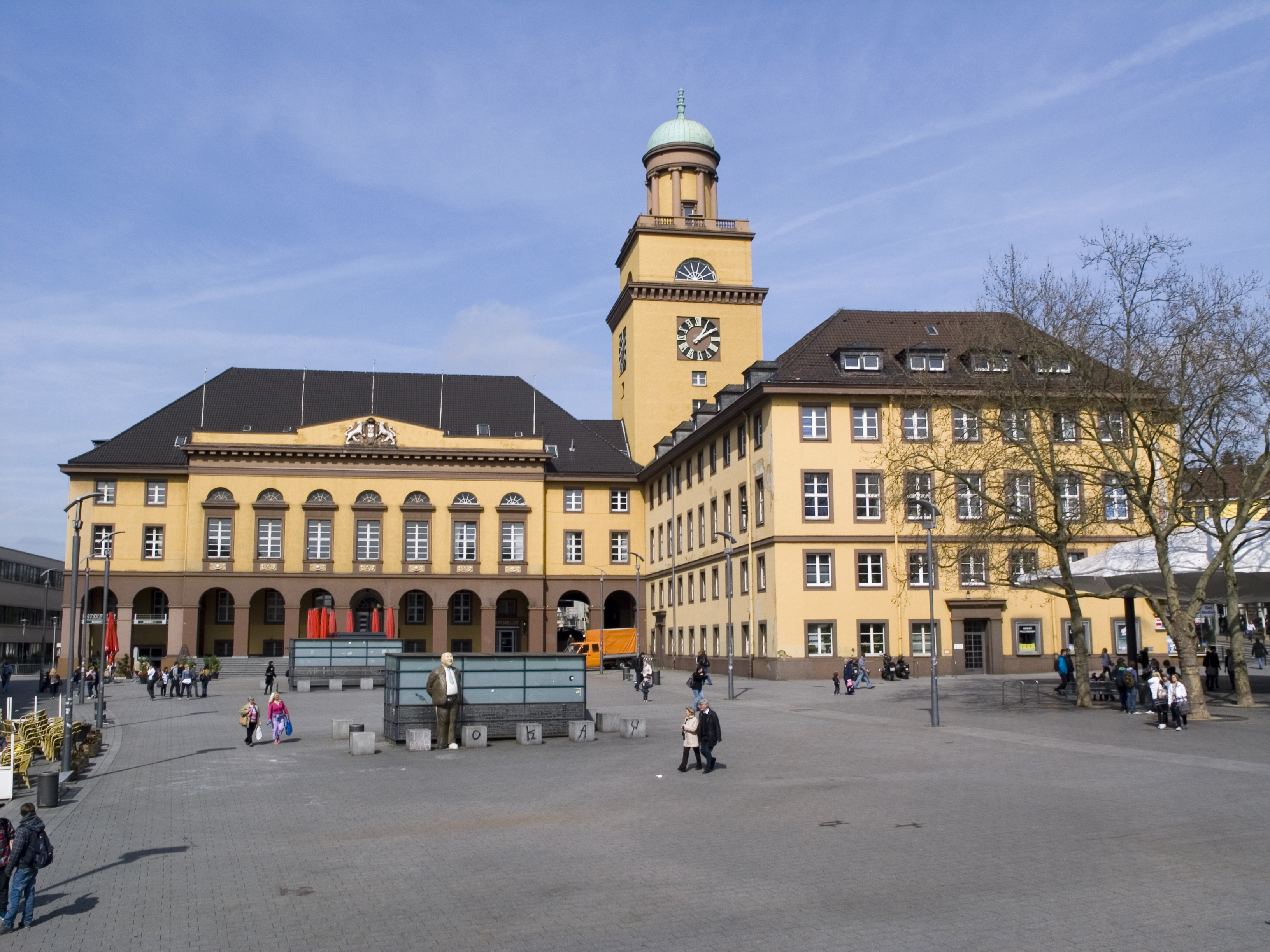
Rathaus Witten, 2011

Das Rathaus Witten ist Sitz des Stadtrats und eines Großteils der Stadtverwaltung der Stadt Witten. Das 1926 fertiggestellte Rathaus ist als Baudenkmal in der städtischen Denkmalliste eingetragen.

## Geschichte

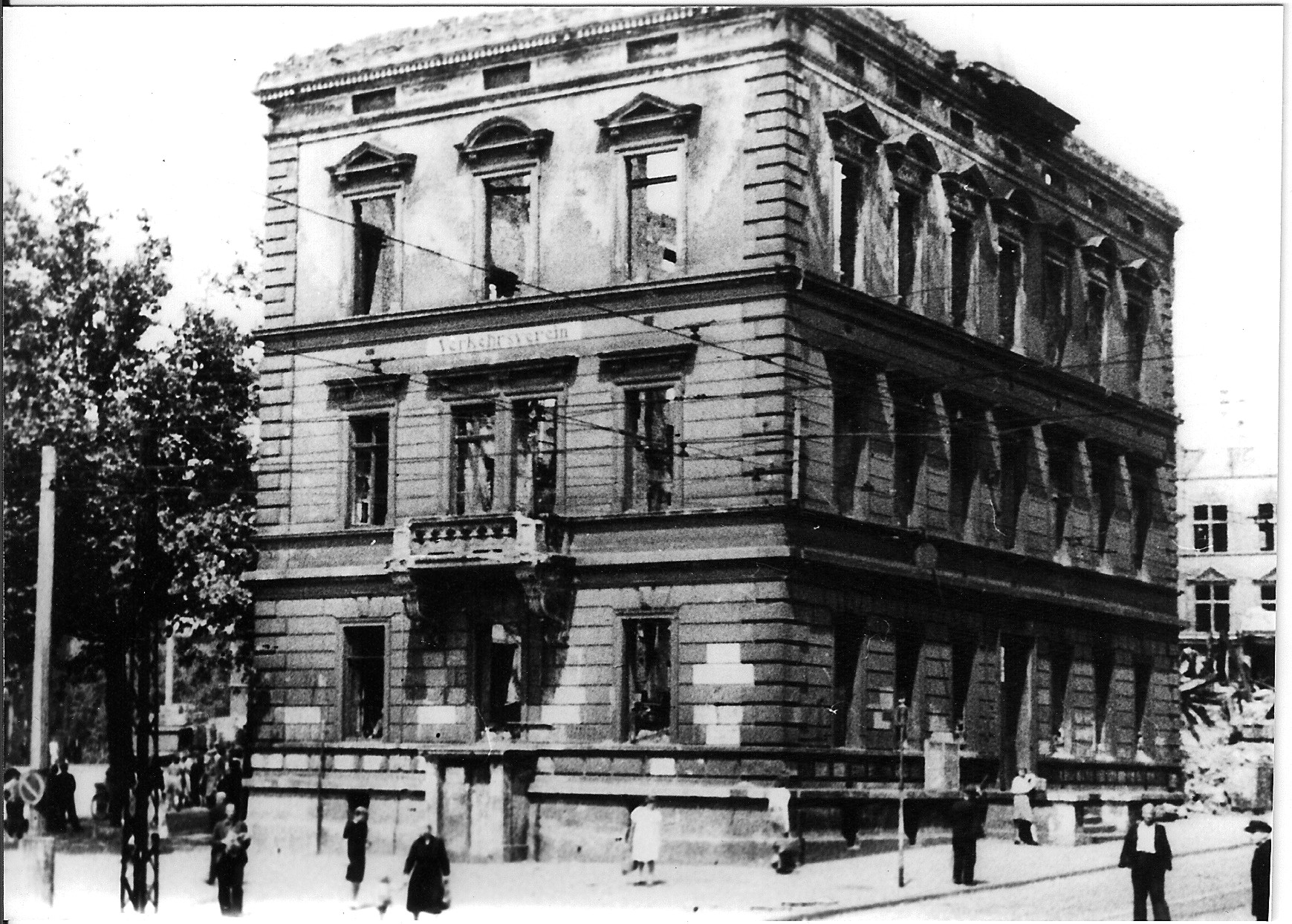
Erstes Wittener Rathaus, 1945 abgerissen

1862 kaufte die Stadt Witten ein 1850 erbautes Privathaus an, das als erstes Rathaus diente und im Laufe der Zeit mehrfach umgestaltet wurde. Die größte Umbaumaßnahme erfolgte 1893. Es wurden ein zusätzliches Stockwerk und ein Sprechbalkon ergänzt und der Rathaussaal umgebaut.
1907 fasste der Magistrat den Beschluss, für Sparkasse, Rat und Verwaltung einen Neubau zu errichten. Die Planungen für Sparkasse und Rathaus wurden allerdings bald getrennt. Nachdem um den Standort des neuen Rathauses lange diskutiert worden war, beschloss der Magistrat 1910, den Bau am Brinkmann'schen Platz zu errichten. 1912 führte die Stadt einen Architektenwettbewerb durch, für den 73 Einsendungen erfolgten. Der erste Preis ging an Otto Kuhlmann. Mit der Ausführung beauftragt wurde aber der Gewinner des zweiten Preises, Heinrich Jennen. Für den Neubau musste die Marktstraße um eine Straßenbreite verlegt werden. Kurz nach Baubeginn 1914 brach der Erste Weltkrieg aus. Der Bau wurde gestoppt und der Vertrag mit Jennen beendet.
Während des Kriegs wurden die Rathaus-Baupläne mehrfach von Stadtbaurat Georg Bewig überarbeitet. 1919 begutachtete der Berliner Stadtbaurat Ludwig Hoffmann die Überarbeitungen und brachte als Änderungsvorschläge einige Vereinfachungen und Anpassungen an den Zeitgeschmack ein. Mit der Ausführung wurde Stadtarchitekt Püschel beauftragt.
1921 wurde mit den Ausschachtungsarbeiten begonnen. Der Erdaushub wurde durch die Westfälische Straßenbahn abtransportiert. 1922 waren die Ausschachtungsarbeiten beendet. Es folgten Fundament- und Betonarbeiten. Zum Jahreswechsel 1922/23 stand das Hauptgebäude im Rohbau. 1923/24 wurde das Rathaus schrittweise bezogen, um während der Ruhrbesetzung der Beschlagnahme durch die französische Verwaltung zuvorzukommen. Der Rathauskeller wurde 1925 das erste Mal als Restaurant verpachtet.

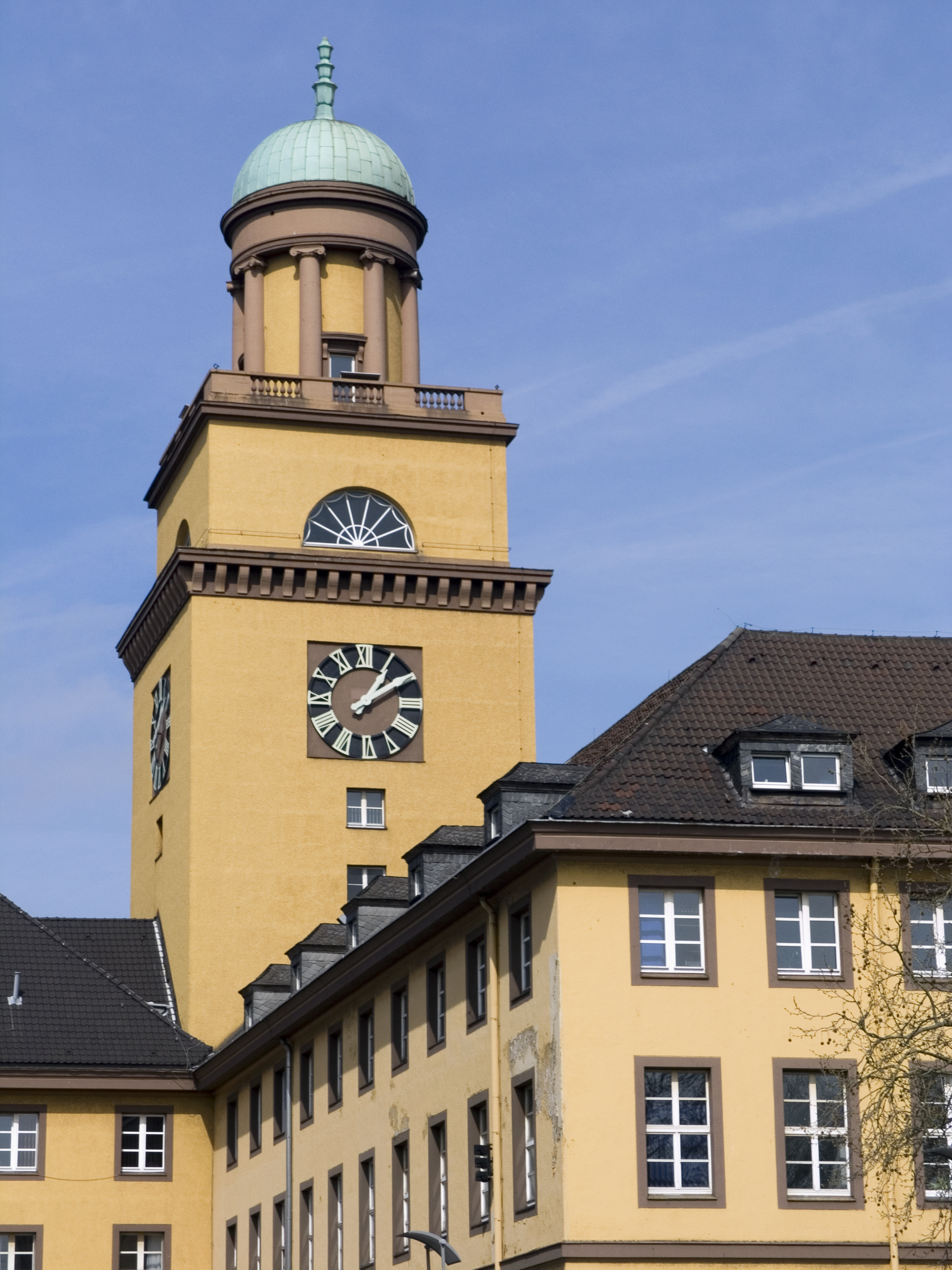
Rathausturm, 2011

1925 wurde mit Ausschachtungsarbeiten für den Rathausturm begonnen. Mit der Gestaltung wurde Prof. Langer von der Kunstakademie Düsseldorf beauftragt. Sein Vorschlag einer fünf Meter hohen Statue war der Stadt in ihrer damaligen wirtschaftlichen Situation allerdings zu teuer. Stattdessen wurde der Turm mit einem Provisorium aus Kupferblech abgeschlossen, das bis heute nicht ersetzt wurde. 1926 ging die Turmuhr von Mix & Genest in Betrieb, der Innenausbau wurde abgeschlossen und der Markflügel mit Turm fertiggestellt.
1938 führte die Stadt erneut einen Architektenwettbewerb für die Erweiterung des Rathauses und die Gestaltung der Umgebung inkl. eines Neubaus der Sparkasse durch. Die Planungen wurden aber nie durchgeführt. 1944 zerstörte ein Bombardement fast die gesamte Innenstadt. Auch der Nordflügel des Rathauses wurde zerstört.

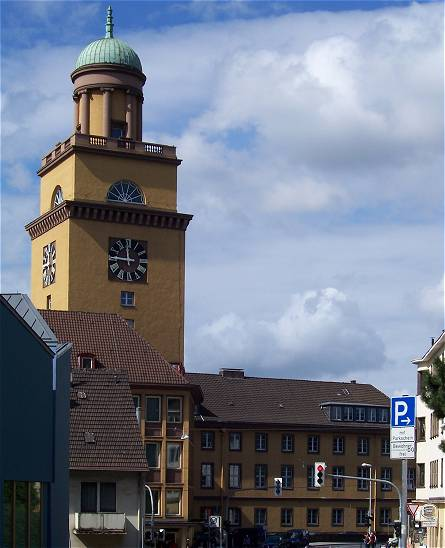
Rathausturm und Erweiterung aus den 1950er Jahren, 2005

Anfang der 1950er Jahre wurde eine Rathauserweiterung entlang der Hauptstraße errichtet.
Von 1955 bis 1968 war auch die Stadtbücherei im Rathaus untergebracht.
1978 gab es wiederum einen Architektenwettbewerb für eine Rathauserweiterung.
Im Dezember 2021 wurde ein Tastmodell des Rathauses am Wittener Hauptbahnhof aufgestellt.